# DoPDF
 (juillet 2025).
doPDF est une imprimante virtuelle au format PDF développée par la société roumaine Softland. Elle permet à tout programme doté de la fonction d’impression de générer un fichier PDF. La résolution des fichiers PDF peut être définie manuellement ou automatiquement,. Le logiciel est distribué sous forme de gratuiciel affichant des publicités.
Il constitue une version simplifiée de novaPDF, produit commercial également développé par Softland, qui inclut des fonctionnalités supplémentaires : cryptage AES, protection par mot de passe, signature numérique, prise en charge des hyperliens, filigranes texte/image, choix de la version PDF, etc.

## Fonctionnalités
doPDF est une application gratuite pouvant être utilisée à des fins personnelles ou commerciales. Il est compatible avec les versions 32 et 64 bits de Windows 11, Windows 10, Windows 8, Windows 7, Windows Vista, ainsi que Windows Server 2019, 2016, 2012 et 2008 R2. Les versions antérieures (jusqu’à la version 9) fonctionnaient également avec Windows XP, Windows Server 2000, 2003 et 2008.
Le logiciel permet de définir une résolution personnalisée entre 72 et 2400 dpi, ainsi que des tailles de page prédéfinies ou personnalisées. Les fichiers PDF générés à partir de documents texte restent interrogeables dans toutes les langues.
Les versions antérieures de doPDF ne nécessitaient ni Ghostscript ni le .NET Framework et étaient donc autonomes. Elles étaient aussi de petite taille : 1,73 Mo pour la version 6.3.311 et 2,98 Mo pour la 7.0.321. Les versions récentes dépassent désormais 60 Mo. Selon Softland, doPDF utilise très peu de ressources système lors de la conversion.

Selon le site officiel : 

« Depuis la version 8, doPDF requiert l’installation du .NET Framework v4 et fonctionne sur les systèmes suivants : Windows 10, Windows 8/8.1 (32 et 64 bits), Windows 7 (32 et 64 bits), Windows Server 2016, Windows Server 2012, Windows Server 2008 (32 et 64 bits), Windows Vista (32 et 64 bits), Windows Server 2003 (32 et 64 bits), Windows XP SP3 (32 bits). »

Une fois installé, doPDF est accessible via le menu d’impression de n’importe quelle application Windows. Il demande alors où sauvegarder le fichier, effectue la conversion en PDF et ouvre le document dans le lecteur PDF par défaut,.
Dans une critique sur Download.com, Seth Rosenblatt écrivait à propos de la version 6.2.301 :

« doPDF propose une boîte de dialogue simple pour renommer et enregistrer le fichier PDF. En accédant aux options avancées, l’utilisateur peut régler manuellement la résolution. Cependant, ces réglages peuvent être délicats à utiliser sans connaissances techniques. doPDF convient parfaitement à un usage simple, mais pour des projets plus complexes, il vaut mieux se tourner vers des alternatives plus complètes. »

La version 7, sortie début décembre 2009, apportait une compatibilité complète avec Windows 7 et le support des polices Type 1. Les sous-ensembles de polices étaient intégrés au lieu des fichiers entiers, réduisant ainsi la taille des fichiers PDF générés.

## Distinctions
- Élu « Editor’s Pick » par BetaNews[16]
- « Téléchargement du jour » le 7 mars 2007 sur Lifehacker[17]
- Sélectionné par Softpedia avec une note de 4,2/5 (« Très bon »)[18]